# Lijst van trainers van PSV (mannen)
Kees Mijnders was in 1914 de eerste trainer van PSV. In 1929 werd PSV onder leiding van Joop Klein Wentink voor de eerste keer landskampioen. In 1935 gelukte Jack Hall het om PSV voor de tweede keer kampioen van Nederland te maken. Sam Wadsworth werd de eerste trainer die met PSV de KNVB beker won, in 1950. Een jaar later werd hij ook landskampioen. De meest succesvolle PSV-trainer uit de geschiedenis is Guus Hiddink. Er is geen enkele trainer die meer landskampioenschappen in de Eredivisie heeft gewonnen. Verspreid over twee periodes behaalde Hiddink zes landstitels en tevens vier KNVB bekers. Tevens won Hiddink de Europa Cup I. Hiddink was ruim 7 jaar trainer van PSV, van 1987 tot 1990 en van 2002 tot 2006. Een andere prominente trainer, die bijna acht jaar aan de club verbonden bleef als trainer, is Kees Rijvers. Hij trainde de club van 1972 tot 1980. In die tijd veroverde PSV de UEFA Cup, drie landstitels en twee KNVB bekers. Ook Phillip Cocu wist met PSV drie keer landskampioen te worden in de periode 2013-2018. Bobby Robson en Eric Gerets veroverden met PSV twee keer de landstitel. Verder behaalden Bram Appel, Hans Kraay sr., Dick Advocaat, Ronald Koeman en Sef Vergoossen allen eenmaal het landskampioenschap met PSV. Huidig hoofdtrainer Peter Bosz werd in de zomer van 2023 aangesteld als trainer van PSV. Hij maakte de club in zijn eerste twee seizoenen tweemaal landskampioen.
Hieronder staat een chronologische lijst van trainers van PSV.

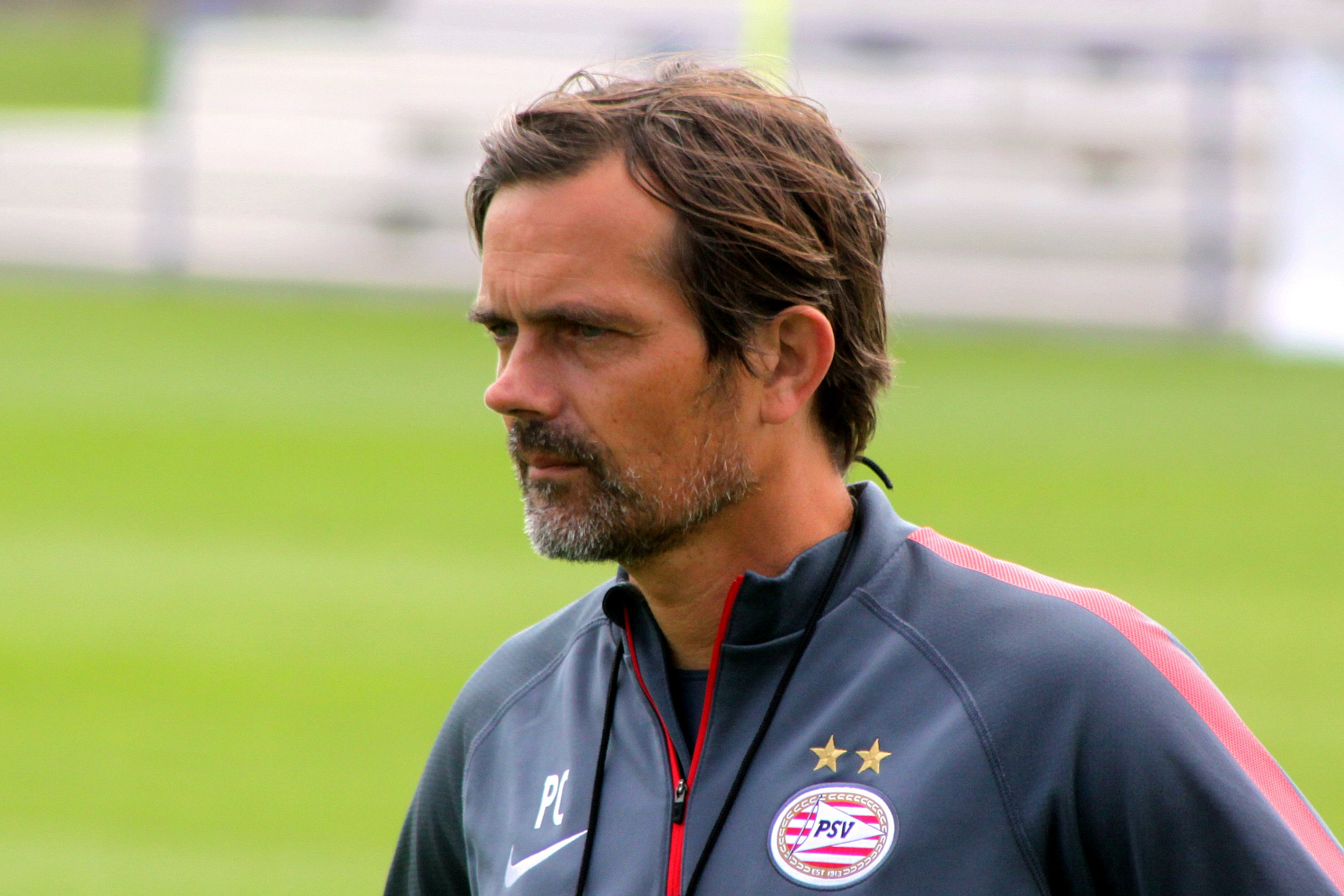
Phillip Cocu veroverde in 2012 de beker en werd nadien trainer van PSV A1. Een jaar later werd hij opnieuw hoofdcoach en won hij drie landstitels.

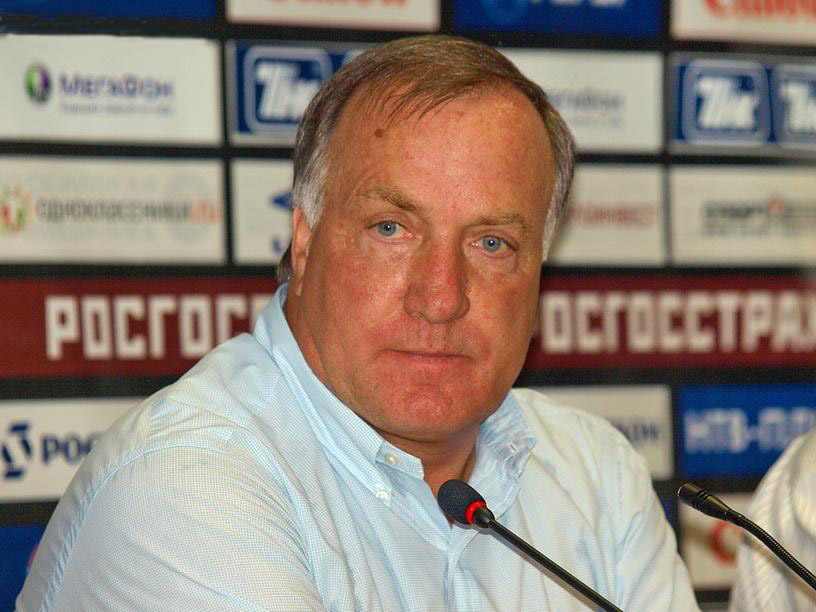
Dick Advocaat won in de jaren '90 de landstitel en beker. In 2012 keerde hij voor een seizoen terug naar Eindhoven.

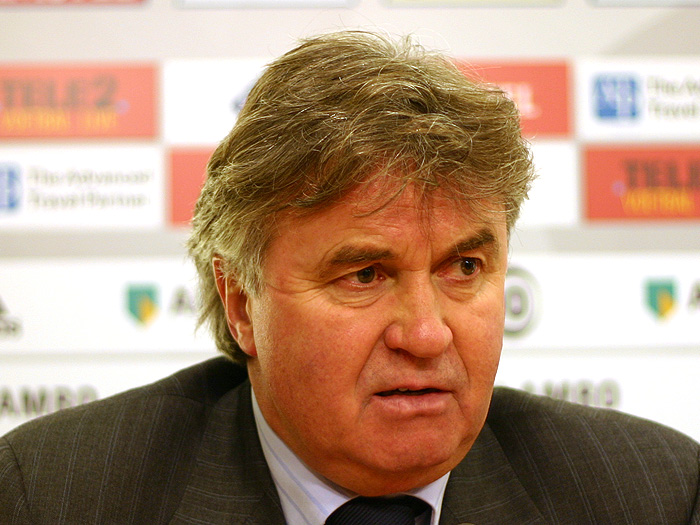
Guus Hiddink won eind jaren '80 drie landstitels en drie bekers. In 1988 won zijn elftal ook de Europacup I. In 2002 keerde hij terug en werd PSV opnieuw drie keer kampioen.

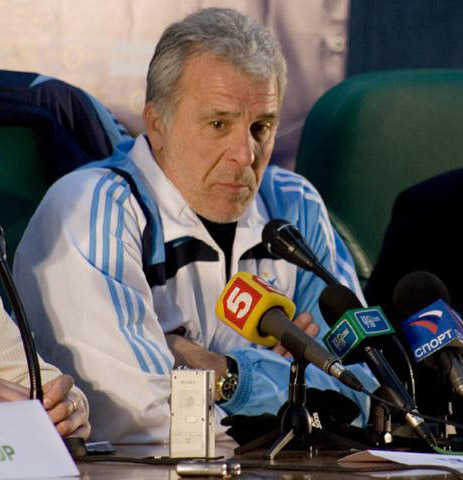
Gewezen PSV-verdediger Erik Gerets werd in 1999 hoofdcoach van de Eindhovense club. De Belg loodste de club naar twee landstitels op rij.

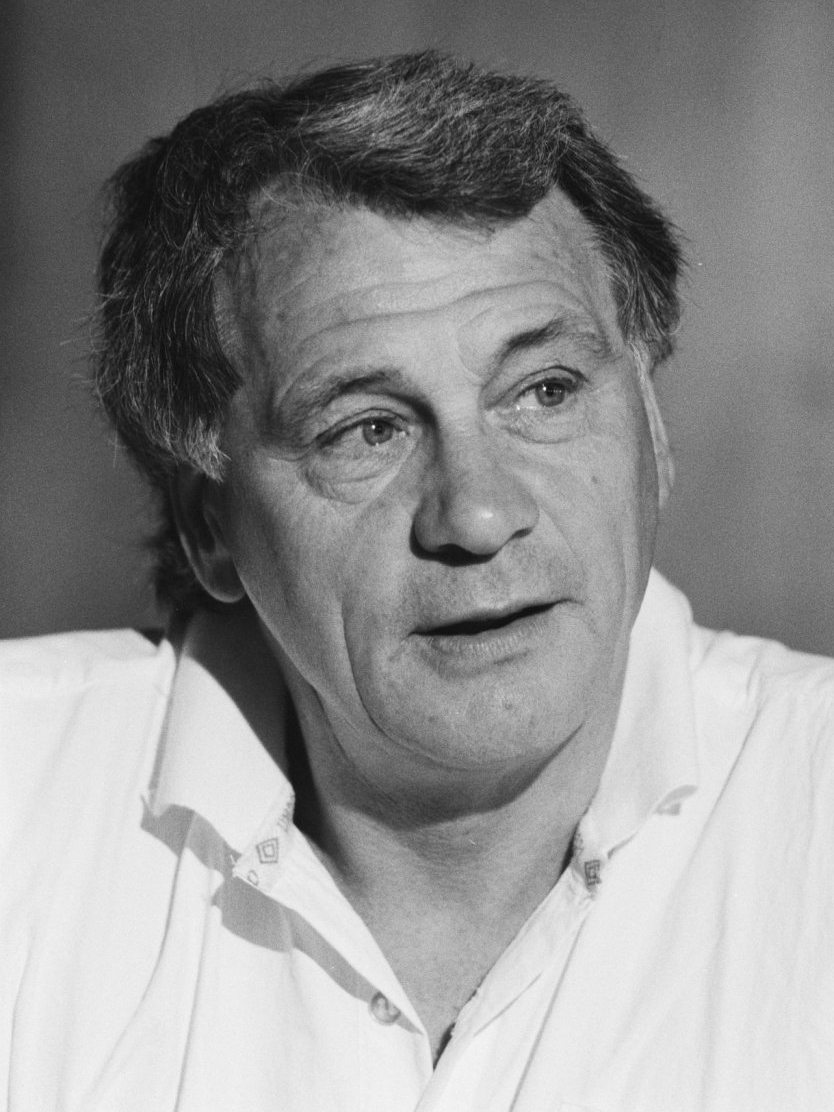
Onder leiding van de Engelsman Bobby Robson werd PSV begin jaren '90 twee keer op rij kampioen.

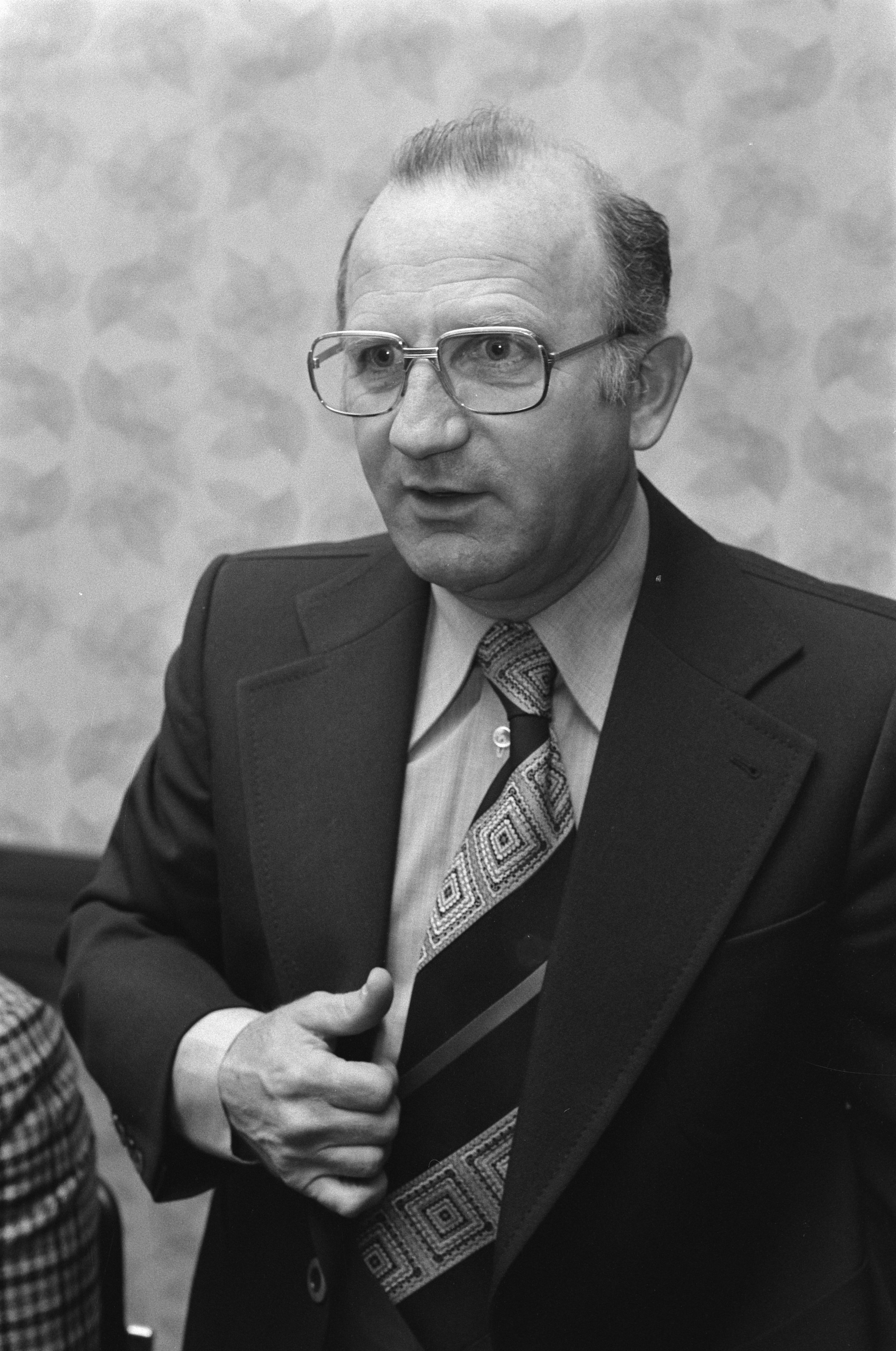
Onder leiding van Kees Rijvers werd PSV in de jaren '70 drie keer kampioen en winnaar van de UEFA Cup.

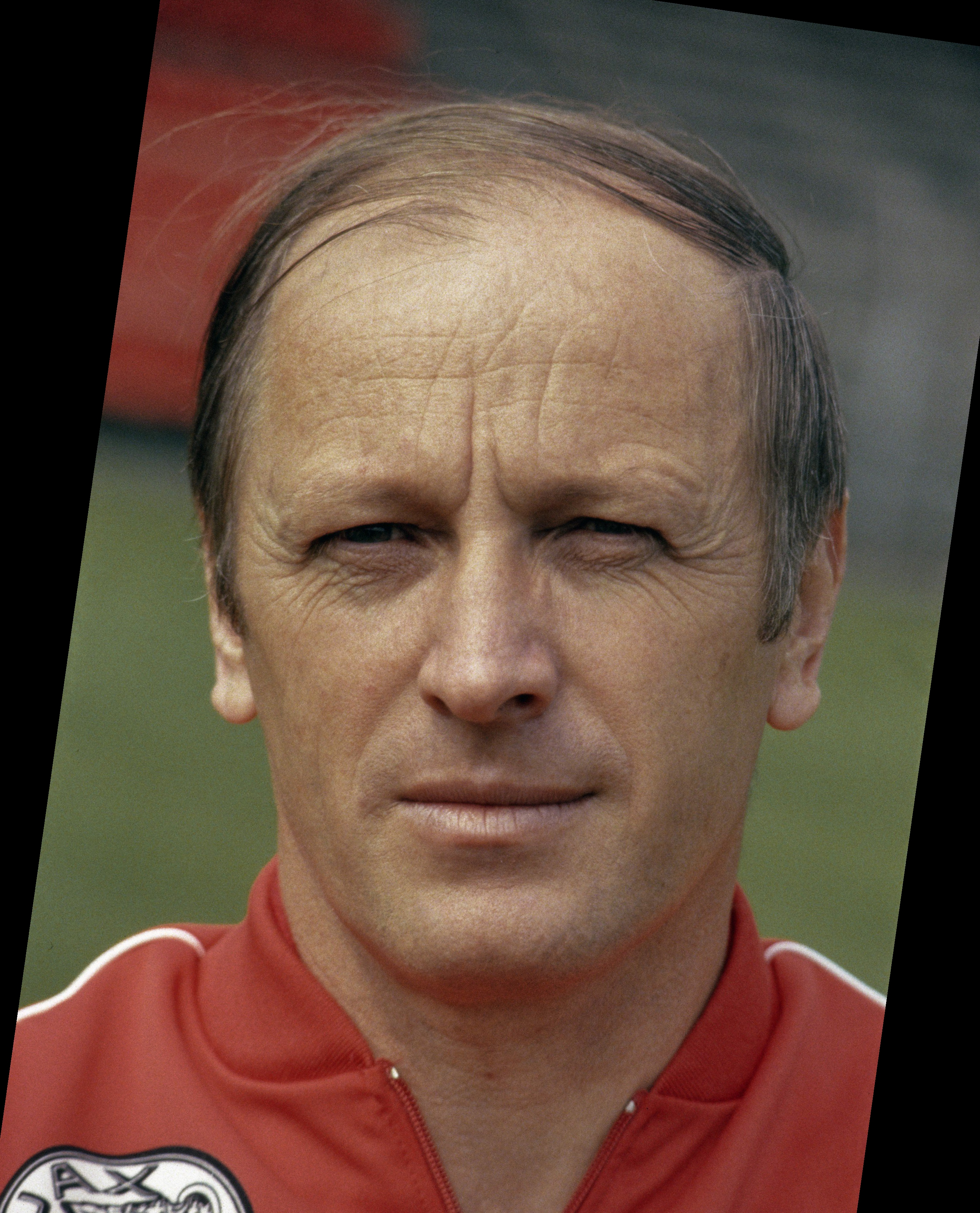
De Duitser Kurt Linder was van 1968 tot 1972 trainer van PSV.

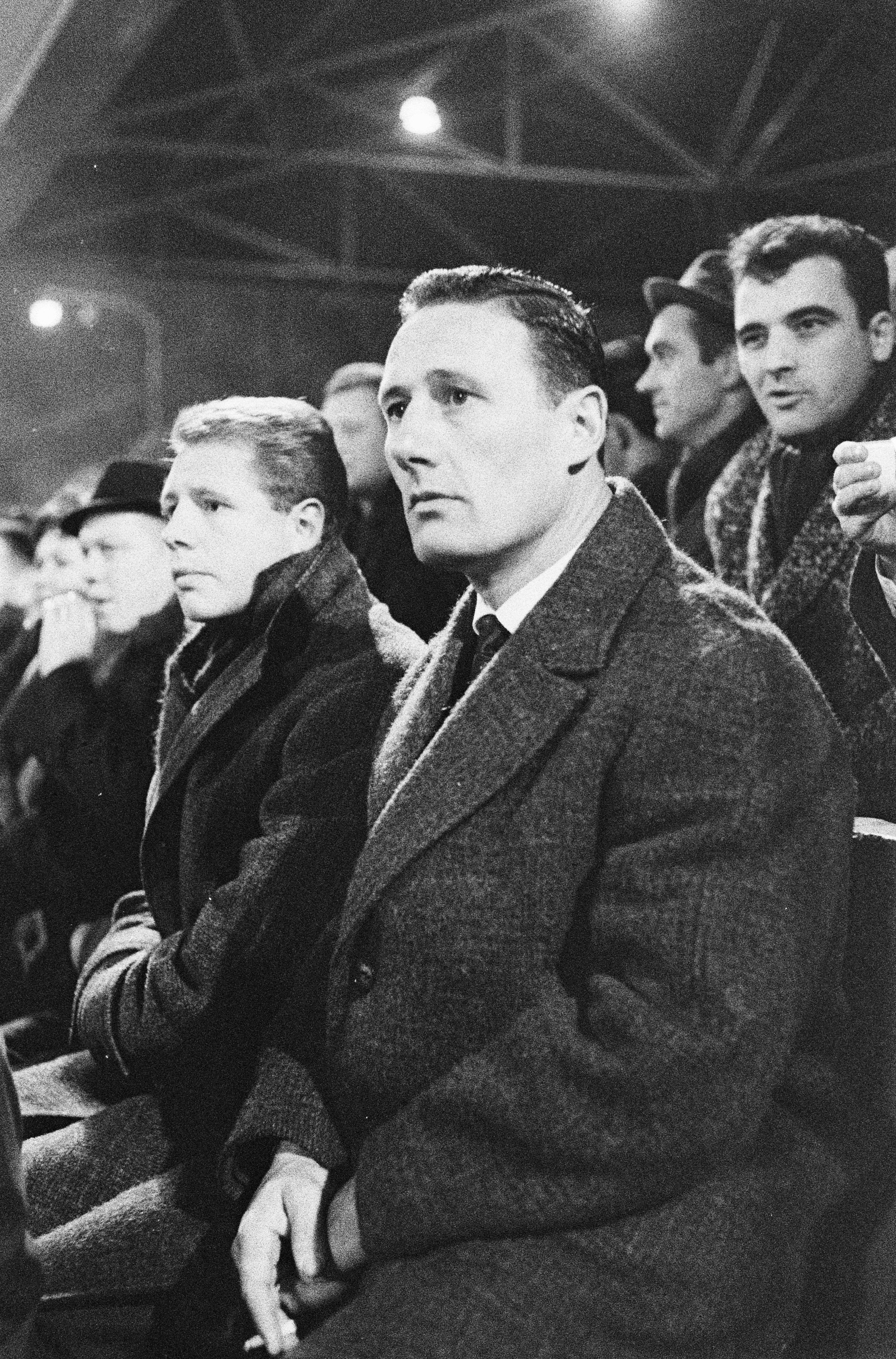
Bram Appel was de eerste trainer die met PSV de Eredivisie won.

| Seizoen | Trainer(s)                                  | Prijzen                             |
| ------- | ------------------------------------------- | ----------------------------------- |
| 2025/26 | Peter Bosz                                  | Johan Cruijff Schaal                |
| 2024/25 | Peter Bosz                                  | Eredivisie                          |
| 2023/24 | Peter Bosz                                  | Eredivisie, Johan Cruijff Schaal    |
| 2022/23 | Fred Rutten (ad interim)                    |                                     |
| 2022/23 | Ruud van Nistelrooij (tot mei 2023)         | KNVB beker, Johan Cruijff Schaal    |
| 2021/22 | Roger Schmidt                               | KNVB beker, Johan Cruijff Schaal    |
| 2020/21 | Roger Schmidt                               |                                     |
| 2019/20 | Ernest Faber (ad interim)                   |                                     |
| 2019/20 | Mark van Bommel (tot december 2019)         |                                     |
| 2018/19 | Mark van Bommel                             |                                     |
| 2017/18 | Phillip Cocu                                | Eredivisie                          |
| 2016/17 | Phillip Cocu                                | Johan Cruijff Schaal                |
| 2015/16 | Phillip Cocu                                | Eredivisie, Johan Cruijff Schaal    |
| 2014/15 | Phillip Cocu                                | Eredivisie                          |
| 2013/14 | Ernest Faber (ad interim)                   |                                     |
| 2013/14 | Phillip Cocu (tot maart 2014)               |                                     |
| 2012/13 | Dick Advocaat                               | Johan Cruijff Schaal                |
| 2011/12 | Phillip Cocu (ad interim)                   | KNVB beker                          |
| 2011/12 | Fred Rutten (tot maart 2012)                |                                     |
| 2010/11 | Fred Rutten                                 |                                     |
| 2009/10 | Fred Rutten                                 |                                     |
| 2008/09 | Dwight Lodeweges (ad interim)               |                                     |
| 2008/09 | Huub Stevens (tot januari 2009)             | Johan Cruijff Schaal                |
| 2007/08 | Sef Vergoossen                              | Eredivisie                          |
| 2007/08 | Jan Wouters (ad interim tot december 2007)  |                                     |
| 2007/08 | Ronald Koeman (tot oktober 2007)            |                                     |
| 2006/07 | Ronald Koeman                               | Eredivisie                          |
| 2005/06 | Guus Hiddink                                | Eredivisie                          |
| 2004/05 | Guus Hiddink                                | Eredivisie, KNVB beker              |
| 2003/04 | Guus Hiddink                                | Johan Cruijff Schaal                |
| 2002/03 | Guus Hiddink                                | Eredivisie                          |
| 2001/02 | Eric Gerets                                 | Johan Cruijff Schaal                |
| 2000/01 | Eric Gerets                                 | Eredivisie, Johan Cruijff Schaal    |
| 1999/00 | Eric Gerets                                 | Eredivisie                          |
| 1998/99 | Bobby Robson                                | Johan Cruijff Schaal                |
| 1997/98 | Dick Advocaat                               | Johan Cruijff Schaal                |
| 1996/97 | Dick Advocaat                               | Eredivisie, Johan Cruijff Schaal    |
| 1995/96 | Dick Advocaat                               | KNVB beker                          |
| 1994/95 | Dick Advocaat                               |                                     |
| 1994/95 | Kees Rijvers (ad interim tot december 1994) |                                     |
| 1994/95 | Aad de Mos (tot september 1994)             |                                     |
| 1993/94 | Aad de Mos                                  |                                     |
| 1992/93 | Hans Westerhof                              | PTT Telecom Cup                     |
| 1991/92 | Bobby Robson                                | Eredivisie                          |
| 1990/91 | Bobby Robson                                | Eredivisie                          |
| 1989/90 | Guus Hiddink                                | KNVB beker                          |
| 1988/89 | Guus Hiddink                                | Eredivisie, KNVB beker              |
| 1987/88 | Guus Hiddink                                | Eredivisie, KNVB beker, Europacup I |
| 1986/87 | Guus Hiddink                                | Eredivisie                          |
| 1986/87 | Hans Kraay (tot maart 1987)                 |                                     |
| 1985/86 | Jan Reker                                   | Eredivisie                          |
| 1984/85 | Jan Reker                                   |                                     |
| 1983/84 | Jan Reker                                   |                                     |
| 1982/83 | Thijs Libregts                              |                                     |
| 1981/82 | Thijs Libregts                              |                                     |
| 1980/81 | Thijs Libregts                              |                                     |
| 1979/80 | Jan Reker                                   |                                     |
| 1979/80 | Kees Rijvers (tot januari 1980)             |                                     |
| 1978/79 | Kees Rijvers                                |                                     |
| 1977/78 | Kees Rijvers                                | Eredivisie, UEFA Cup                |
| 1976/77 | Kees Rijvers                                |                                     |
| 1975/76 | Kees Rijvers                                | Eredivisie, KNVB beker              |
| 1974/75 | Kees Rijvers                                | Eredivisie                          |
| 1973/74 | Kees Rijvers                                | KNVB beker                          |
| 1972/73 | Kees Rijvers                                |                                     |
| 1971/72 | Kurt Linder                                 |                                     |
| 1970/71 | Kurt Linder                                 |                                     |
| 1969/70 | Kurt Linder                                 |                                     |
| 1968/69 | Kurt Linder                                 |                                     |
| 1967/68 | Wim Blokland                                |                                     |
| 1967/68 | Milan Nikolić (tot december 1967)           |                                     |
| 1966/67 | Milan Nikolić (vanaf sep. 1966)             |                                     |
| 1966/67 | Bram Appel (tot september 1966)             |                                     |
| 1965/66 | Bram Appel                                  |                                     |
| 1964/65 | Bram Appel                                  |                                     |
| 1963/64 | Bram Appel                                  |                                     |
| 1962/63 | Bram Appel                                  | Eredivisie                          |
| 1961/62 | Franz Binder                                |                                     |
| 1960/61 | Franz Binder                                |                                     |
| 1959/60 | Ljubiša Broćić                              |                                     |
| 1958/59 | Kees van Dijke                              |                                     |
| 1957/58 | George Hardwick                             |                                     |
| 1956/57 | Ljubiša Broćić                              |                                     |
| 1955/56 | Huub de Leeuw                               |                                     |
| 1954/55 | Huub de Leeuw                               |                                     |
| 1953/54 | Huub de Leeuw                               |                                     |
| 1952/53 | Huub de Leeuw                               |                                     |
| 1951/52 | Harry Topping                               |                                     |
| 1950/51 | Sam Wadsworth                               | Kampioenscompetitie                 |
| 1949/50 | Sam Wadsworth                               | KNVB beker                          |
| 1948/49 | Sam Wadsworth                               |                                     |
| 1947/48 | Sam Wadsworth                               |                                     |
| 1946/47 | Sam Wadsworth                               |                                     |
| 1945/46 | Sam Wadsworth                               |                                     |
| 1944/45 | Coen Delsen                                 |                                     |
| 1943/44 | Coen Delsen                                 |                                     |
| 1942/43 | Coen Delsen                                 |                                     |
| 1941/42 | Jan van den Broek                           |                                     |
| 1940/41 | Jan van den Broek                           |                                     |
| 1939/40 | Jan van den Broek                           |                                     |
| 1938/39 | Jan van den Broek                           |                                     |
| 1937/38 | Sam Wadsworth                               |                                     |
| 1936/37 | Sam Wadsworth                               |                                     |
| 1935/36 | Sam Wadsworth                               |                                     |
| 1934/35 | Jack Hall                                   | Kampioenscompetitie                 |
| 1933/34 | Jack Hall                                   |                                     |
| 1932/33 | Jack Hall                                   |                                     |
| 1931/32 | Jack Hall                                   |                                     |
| 1930/31 | Jack Hall                                   |                                     |
| 1929/30 | Jack Hall                                   |                                     |
| 1928/29 | Joop Klein Wentink                          | Kampioenscompetitie                 |
| 1927/28 | Ignácz Klein                                |                                     |
| 1926/27 | Ben Hoogstede                               |                                     |
| 1925/26 | John Leavey                                 |                                     |
| 1924/25 | John Leavey                                 |                                     |
| 1923/24 | John Leavey                                 |                                     |
| 1922/23 | John Leavey                                 |                                     |
| 1921/22 | Jan Vos                                     |                                     |
| 1920/21 | Wout Buitenweg                              |                                     |
| 1919/20 | Wout Buitenweg                              |                                     |
| 1918/19 | Wout Buitenweg                              |                                     |
| 1917/18 | Wout Buitenweg                              |                                     |
| 1916/17 | Wout Buitenweg                              |                                     |
| 1915/16 | Kees Mijnders sr.                           |                                     |
| 1914/15 | Kees Mijnders sr.                           |                                     |

## Lijst van trainers van Jong PSV
Hier een lijst van trainers van Jong PSV vanaf seizoen 2013 - 2014, het seizoen waarin Jong PSV voor het eerst deelneemt aan de Eerste divisie.
| Periode    | Trainer             | Prestaties       |
| ---------- | ------------------- | ---------------- |
| 2013-2015  | Darije Kalezic      | Winnaar periode. |
| 2015-2017  | Pascal Jansen       | Winnaar periode. |
| 2017-2019  | Dennis Haar         |                  |
| 2019-2021  | Peter Uneken        |                  |
| 2021-2022  | Ruud van Nistelrooy |                  |
| 2022-2023  | Adil Ramzi          |                  |
| 2023-2024  | Wil Boessen         |                  |
| 2024-2025  | Alfons Groenendijk  |                  |
| 2025-heden | Stijn Schaars       |                  |